# Janine Borelli
Pour les articles homonymes, voir Borelli et Benquet (homonymie).
Jeanne Gabrielle Benquet dite Janine Borelli, née le 3 septembre 1914 à Paris (8e) et morte le 12 avril 1998 à Boulogne-Billancourt, est une actrice, comédienne et metteur en scène, française.

## Biographie
Fille de René Benquet (écrivain 1875-1962) et Blanche Benquet (née Boraley 1889-1986) comédienne dont elle a repris le nom de théâtre "Borelli" (Boraley transformé à l'italienne), Janine Benquet était la sœur aînée de l'actrice Colette Borelli (Alice Benquet 1923-1997), de l'acteur Jean Borelli (Jean Benquet 1925-2013) et de l'acteur Claude Borelli (Claude Benquet 1928-2003). Elle était mariée au metteur en scène René Barré avec qui elle dirigeait la troupe de théâtre Les Spectacles Barré-Borelli.
Ainée des quatre enfants Borelli qui avaient une certaine notoriété au cinéma et théâtre durant l'entre-deux guerres. Les enfants Borelli ont joué seuls ou ensemble dans de nombreux films, ainsi qu'au théâtre. 

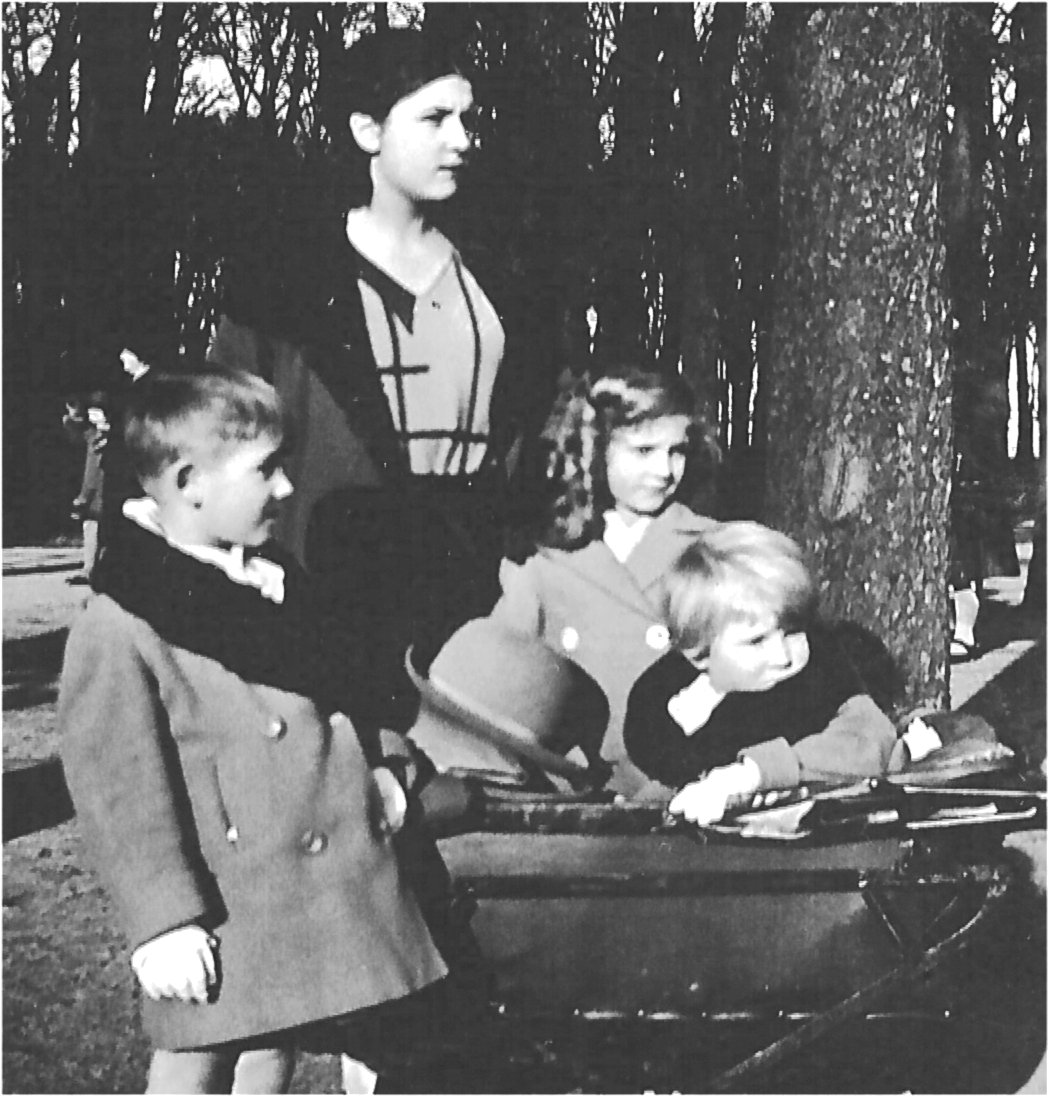
Les enfants Borelli en 1931 : Jean, Jeanine, Colette et Claude

Adolescente, elle apparait aussi sur des cartes postales

## Filmographie
- 1927 : Le Duel de Jacques de Baroncelli
- 1927 : La Sirène des Tropiques de Henri Etiévant et Mario Nalpas
- 1928 : La Comtesse Marie (La condesa María) de Benito Perojo[4]
- 1929 : La Marche nuptiale d'André Hugon
- 1929 : La Vie merveilleuse de Bernadette de Georges Pallu : la fillette paralysée
- 1931 : Mistigri de Harry Lachmann
- 1931 : Rive gauche de Alexander Korda
- 1933 : Mirages de Paris de Fedor Ozep
- 1934 : Le Centenaire de Pierre-Jean Ducis : l'Arrière petite fille
- 1934 : Famille nombreuse d’André Hugon : Marinette
- 1935 : Jérôme Perreau, héros des barricades d'Abel Gance : Jeanne Roussel
- 1935 : La Clef des champs de Pierre-Jean Ducis
- 1935 : Gaspard de Besse d'André Hugon : la voyageuse
- 1936 : Le Faiseur d'André Hugon : Julie Mercadet
- 1938 : La Bâtarde ou Le Mariage de Véréna de Jacques Daroy : Résistante à 18 ans
- 1939 : Thérèse Martin de Maurice de Canonge : Pauline
- 1939 : Un de la lune de André Hugon

## Théâtre
- 1933 : La Gaine brisée, d'Adrienne Blanc-Pérdrier, Théâtre du Vieux-Colombier : Myrtho[5]
- 1933 : La Maison dans l'ombre (théâtre), de Janne Séauve, Théâtre du Vieux-Colombier : Valentine[5]
- 1933 : Les Parques sont amoureuses, de Juliette Portron, Théâtre du Vieux-Colombier : Mélitta[5]
- 1936 : La Folle du ciel d'Henri-René Lenormand, mise en scène Georges Pitoëff, Théâtre des Mathurins[6]
- 1936 : Quatorze Juillet, de Romain Rolland, Alhembra[7]
- 1937 : Le fils du Roi, d'Alphonse Séché, Théâtre de la Michodière[8]
- 1937 : Le Chant du berceau, de Gregorio et Maria Martinez Sierra[9]
- 1937 : Certain général Bonaparte, de Maxime-Léry, Cercle Militaire[10]
- 1938 : Le roi Soleil, de Saint-Georges de Bouhélier, Théâtre de l'Odéon[11]
- 1938 : Léonidas, de Louis Verneuil, Théâtre de Paris[12]
- 1939 : La Dauphine, de François Porché, Radiodiffusé sur Radio-Paris[13]
- 1939 : La Couvée, d'Eugène Brieux, Tournée de "La renaissance Française" [14]
- 1940 : La Petite Chocolatière, de Paul Gavault, Théâtre Le Trianon[15]
- 1944 : Le bourgeois Gentilhomme, de Molière, Théâtre Sébastopol : Lucile[16]
- 1944 : L'Epreuve, de Marivaux et Le Malade imaginaire, de Molière, Tournée de la troupe théâtrale "Les Tréteaux Classiques"[17]
- 1945 : L'ami Fritz, d'Erckmann-Chatrian, Tournée de la troupe théâtrale "Les Spectacles Borelli"[18]
- 1947 : Le dépit amoureux et Le médecin malgré lui, de Molière, Tournée de la troupe théâtrale "Les Spectacles Borelli"[19]
- 1950 : Le Misanthrope et Les Précieuses ridicules, de Molière, Tournée de la troupe théâtrale "Les Spectacles Borelli"[20]
- 1954 : Un caprice et  Il ne faut jurer de rien, d'Alfred de Musset, mise scène René Barré, "Les Spectacles Baré-Borelli" Théâtre des Célestins[21]
- 1954 : La Paix chez soi, de Georges Courteline, mise scène René Barré, "Les Spectacles Baré-Borelli" Théâtre des Célestins
- 1954 : L'Anglais tel qu'on le parle, de Tristan Bernard, mise scène René Barré, "Les Spectacles Baré-Borelli" Théâtre des Célestins
- 1954 : Poil de carotte, de Jules Renard, mise scène René Barré, "Les Spectacles Baré-Borelli" Théâtre des Célestins
- 1954 : Le Jeu de l'amour et du hasard, de Marivaux, mise scène René Barré, "Les Spectacles Baré-Borelli" Théâtre des Célestins
- 1954 : Il faut qu'une porte soit ouverte ou fermée d'Alfred de Musset, mise scène René Barré, "Les Spectacles Baré-Borelli" Théâtre des Célestins
- 1956 : Le Cid, de Pierre Corneille, mise scène Jean Valcourt, "Les Spectacles Baré-Borelli" Théâtre des Célestins[21]
- 1956 : Le Médecin malgré lui et Les Précieuses ridicules, de Molière, mise scène René Barré, "Les Spectacles Baré-Borelli" Théâtre des Célestins
- 1957 : L'Avare, de Molière, mise scène René Barré, "Les Spectacles Baré-Borelli" Théâtre des Célestins
- 1992 : Le Cid, de Pierre Corneille, mise scène Denis Daniel, Tournée de la troupe théâtrale "Les Spectacles Baré-Borelli".
- 1994 : Le Malade imaginaire, de Molière, mise scène René Barré, Janine Borelli, Tournée de la troupe théâtrale "Les Spectacles Baré-Borelli"
- 1995 : Le Médecin malgré lui, de Molière, mise scène Janine Borelli, Tournée de la troupe théâtrale "Les Spectacles Baré-Borelli"
- 1996 : Le Cid, de Pierre Corneille, mise scène Denis Daniel, Tournée de la troupe théâtrale "Les Spectacles Baré-Borelli".
- 1997 : Les Contes du Chat perché : Le Chien, Le Loup et La Patte du chat, de Marcel Aymé, mise scène Janine Borelli, Tournée de la troupe théâtrale "Les Spectacles Baré-Borelli"[21].

## Danse
- 1932 : Le balais des Pingouins, dirigé par Robert Quinault,  Palais des Sports de Grenelle[22]

## Doublage
- 1932 : Le vaisseau sans port, de Harry Piel[23]